# زاندر هولاندر
زاندر هولاندر (بالإنجليزية: Zander Hollander)‏ هو صحفي أمريكي، ولد في 24 مارس 1923 في بروكلين في الولايات المتحدة، وتوفي في 11 أبريل 2014 في مانهاتن في الولايات المتحدة بسبب مرض آلزهايمر.

## وصلات خارجية
- زاندر هولاندر على موقع IMDb (الإنجليزية)